# Алхазов, Александр Николаевич
Алекса́ндр Никола́евич Алха́зов (27 мая 1984, Степной, Краснодарский край, СССР) — российский футболист, нападающий.

## Карьера

### Клубная
Любовь к футболу привил отец. В футбол начал играть с 6 лет. До 16 лет играл в Армавире за местное «Торпедо», после чего поехал на просмотр в Ростов-на-Дону, где базировался «Ростсельмаш». В «Ростельмаше» с 2000 по 2003 годы поэтапно прошёл через третью команду, дубль и лишь с 2003 года стал попадать в заявку клуба на матчи премьер-лиги. 17 августа 2003 года в 21 туре, в котором «Ростов» принимал на своём поле действующего чемпиона России московский «Локомотив», состоялся дебют в матчах чемпионата, и в игре, завершившийся вничью (1:1), он вышел на замену на 75-й минуте матча. В первом сезоне сыграл 4 игры и забил один мяч. Но в следующем сезоне выходя на замену, в нескольких матчах забивал решающие голы. В сезоне 2005 года, после того, как летом «Ростов» приобрел двух нападающих московского «Локомотива» — Максима Бузникина и Михаила Ашветия, перестал попадать в основной состав. 
В марте 2006 года перешёл на правах аренды в нижегородский «Спартак», который впервые в своей истории принял участие в первом дивизионе. По мнению руководства «Спартака», Алхазов был способен укрепить позиции нападения в клубе. За «Спартак» он сыграл 37 матчей, забил 8 голов.
В январе 2007 года находился на просмотре в калининградской «Балтике», но сезон начал в «КАМАЗе» и в первом же туре в матче против «Спартак-МЖК» (5:2) отметился дублем. Следующий сезон провёл неудачно, его иркутская «Звезда» даже не доиграла сезон. В сезоне забивал регулярно, в частности, сделал хет-трик в матче против барнаульского «Динамо».
В 2009 году снова вернулся в Набережные Челны. В начале 2010 года был на просмотре во владикавказской «Алании», но в итоге оказался в «Крыльях Советов», дебютировал в матче 4-го тура против «Терека». В августе 2010 года «Крылья Советов» расторгли контракт с Алхазовым.. Через несколько дней заключил контракт с владикавказской «Аланией». Однако по информации официального сайта «Алании», контракт всё же принадлежал команде из Самары, а по окончании сезона вернулся в расположение «Крыльев Советов».
31 марта 2011 года подписал контракт с «Лучом-Энергией». В конце мая 2012 года перешёл в ярославский «Шинник». 24 января 2013 года перешёл в «Волгарь». Контракт с клубом рассчитан на 2,5 года.
В российской премьер-лиге провел 39 игр, забил 6 мячей (2003—2005, 2010: «Ростов», «Крылья Советов», «Алания»).
В январе 2016 года по приглашению тренера Владимира Муханова подписал двухлетний контракт с казахстанским клубом «Окжетпес» из Кокшетау.
14 июля 2017 года футбольный клуб «Факел» объявил о переходе Александра Алхазова.

### В сборной
В феврале 2004 года был приглашён в молодёжную сборную России. В итоге сыграл 4 матча, выходя на поле в матчах против сборных Румынии, Марокко, Норвегии и Китая.

## Достижения
- Победитель Второго дивизиона/Первенства ПФЛ (2): 2013/14 (зона «Юг»), 2020/21 (группа 2)
- Победитель Кубка ФНЛ: 2015
- Лучший бомбардир Кубка ФНЛ: 2015